# Herenco
Herenco Holding AB är en koncern ägd av Lovisa Hamrin med säte i Jönköping. Koncernen bedriver verksamhet inom flera olika områden, främst förpackningsindustrin och hållbara bygglösningar som ventilation, solskyddsprodukter och golv. Verksamheten är organiserad i de tre underkategorierna Emballator, Herenco Invest och delägda innehav samt tidigare Hall Media, Hamhus och PacsOn.

## Emballator
Emballator tillverkar metall- och plastförpackningar till bland annat livsmedel, färg och kemikalier. Emballator har en rad produktområden som är fördelade i företagen Lagan, Mellerud, Tectubes, Växjö, Metal Group och Emballator Packaging UK. Emballator omsatte 1740 Mkr 2016.

## Herenco Invest
Herenco Invest, tidigare Vättern Industrier, har som uppdrag att bredda Herencos utbud genom att gå in på nya marknader. Gruppen består 2022 av företagen inom ventilation, solskyddsprodukter och golv. Inom ventilation finns bolagen Hagab, Acticon, Leif Arvidsson och LGG Inneklimat. Inom solskyddsprodukter finns Nimex Group, Markis & Persienn Fabriken och SunOff. Inom golv finns bolagen Miljöhallen Golv, JKS Golv, Nättraby Kakelservice, Varbergs kakelhus, Winsth Golv & Kakel och Fribergs Golvtjänst.

## Hall Media
Hall Media var ett mediehus som ger ut tidningstitlarna Jönköpings-Posten, Smålands-Tidningen, Vetlanda-Posten, Tranås Tidning, Smålands Dagblad, Värnamo Nyheter, Smålänningen, Falköpings Tidning, Västgöta-Bladet, Skaraborgs Läns Tidning, Jönköping Nu, Finnveden Nu, Västboandan, Höglandet Nu, Skövde Nyheter, TranåsAktuellt och Smålänningens Veckoblad samt den renodlade webbtidningen Jnytt.se.
Hall Media omsatte 544 Mkr 2016.
I februari 2020 tecknade Herenco ett avtal om att avyttra tidningsverksamheten till Amedia och Mittmedia.

## Hamhus
Hamhus är ett fastighetsbolag i Jönköping som förvaltar ett 15-tal fastigheter. Hamhus fokuserar på bostäder, kommersiella lokaler och kontor. Hamhus ingår i The Hamrin Foundation, Carl-Olof och Jenz Hamrins Stiftelse.
Hamhus omsatte 52 Mkr 2016.

## PacsOn
PacsOn består av 12 företag som säljer industriemballage, mjukpapper, kontorsmaterial m m. PacsOn består av AMJ Papper AB (Kiruna), PacsOn Papperspartner (Skellefteå, Umeå), PacsOn Norrpartner (Östersund, Sundsvall), PacsOn Mälardalen (Stockholm), ML Försäljning (Stockholm), PacsOn Östgöta Papper (Linköping, Motala), PacsOn Pellviks (Falköping), PacsOn Paul Hall (Jönköping), PacsOn Väst (Göteborg), Magnusson & Freij (Göteborg), PacsOn AB Helmer Nilsson (Växjö, Ljungby, Sölvesborg), PacsOn ÖresundsPapper (Malmö).
PacsOn omsatte 748 Mkr 2016.
2021 såldes PacsOn till Optigroup.